# Michelle Heyman
Michelle Pearl Heyman (Shellharbour, 4 juli 1988) is een Nieuw-Zeelands voetbalster die als aanvaller voor Adelaide United en het Australische nationale elftal speelt.

## Clubcarrière
| Jaar        | Club                   |
| ----------- | ---------------------- |
| 2008        | Illawarra Stingrays    |
| 2008 - 2009 | Sydney FC              |
| 2009        | Central Coast Mariners |
| 2010 - 2012 | Canberra United        |
| 2012        | Brøndby IF             |
| 2015        | Western New York Flash |
| 2016        | Illawarra Stingrays    |
| 2018        | Adelaide United        |

## Prijzen
| Jaar        | Prijs                             |
| ----------- | --------------------------------- |
| 2009        | Julie Dolan Medal                 |
| 2009        | W-League Golden Boot              |
| 2011 - 2012 | W-League Golden Boot              |
| 2011 - 2012 | W-League Championship             |
| 2011 - 2012 | W-League Premiership              |
| 2013 - 2014 | W-League Premiership              |
| 2014        | W-League Championship             |
| 2016        | AFC Olympic Qualifying Tournament |